# Heinz W. Krückeberg
Heinz Walter Krückeberg (* 14. März 1927 in Dortmund; † 12. September 2015 in Elze) war ein deutscher Schauspieler und Theaterregisseur.

## Leben
Von 1972 bis 1989 war Krückeberg Professor für Szenische Arbeit und Bewegungsgestaltung an der Hochschule für Musik und Theater Hannover.
Neben Theaterrollen spielte er auch in deutschen Fernsehproduktionen, so auch in der ARD-Krimireihe Tatort, 1993 im Mehrteiler Der große Bellheim, 2006 in der Komödie Zivile Jungs sowie 2007 im ZDF-Doku-Drama 2030 – Aufstand der Alten. Von 1998 bis 2000 verkörperte Krückeberg die Rolle des Sonderlings Walter Backhaus in der Geißendörfer Fernsehproduktion Lindenstraße.

## Auszeichnungen
Für seine Mitwirkung in dem Kurzfilm Abendlied von Frauke Thielecke wurde Krückeberg auf dem 6. Naoussa International Film Festival mit dem „Best Acting Award – Alexis Damianos“ ausgezeichnet.

## Filmografie
- 1993: Der große Bellheim – Albert (4 Teile)
- 1998–2000: Lindenstraße – Walter Backhaus
- 2000–2004: Alles Atze
- 2003–2007: Was nicht passt, wird passend gemacht (Fernsehserie)
- 2005: Pastewka (Fernsehserie, Folge Der Mietvertrag)
- 2005: Tatort: Scheherazade
- 2007: Notruf Hafenkante (Fernsehserie, Folge Alles hat seine Zeit)
- 2007: Der Dicke: Zug um Zug[3]
- 2008: Zwei Zivis zum Knutschen
- 2008: Morgen, ihr Luschen! Der Ausbilder-Schmidt-Film
- 2008: Gonger – Das Böse vergisst nie (Pro7, Regie: Christian Theede)
- 2009: Abendlied (Diplomfilm: Hamburg Media School, Regie: Frauke Thielecke)
- 2009: Wilsberg – Der Mann am Fenster (ZDF, Regie: Reinhard Münster)
- 2009: Marie Brand und das mörderische Vergessen
- 2009: Der Typ, 13 Kinder & ich (Sat.1, Regie: Josh Broecker)
- 2010: Das geheime Zimmer (Lichtburg Ruhr 2010, Regie: René Sydow und Daniel Hedfeld)
- 2011: Jorinde und Joringel (Fernsehfilm)
- 2012: Komm, schöner Tod (ZDF, Regie: Friedemann Fromm)
- 2012: Kleine Morde (SteelworX Film Production, Regie: Adnan G. Köse)
- 2012: Frohes Schaffen – Ein Film zur Senkung der Arbeitsmoral
- 2012: Kaddisch für einen Freund
- 2012: Heiter bis tödlich: Morden im Norden (Fernsehserie, Folge Ewige Jagdgründe)
- 2013: Großstadtklein
- 2013: Sein letztes Rennen